# U-148 (1940)
U-148 – niemiecki okręt podwodny (U-Boot) typu II D z okresu II wojny światowej. Okręt wszedł do służby w grudniu 1940 roku. Wybrani dowódcy: Oblt. Heinz Franke.

## Historia
Wykorzystywany jako jednostka szkolna. Nie odbył żadnego patrolu bojowego.
Zatopiony przez załogę 2 maja 1945 roku w Wilhelmshaven (operacja Regenbogen). Wrak wydobyto i złomowano, data nieznana.